# SMS Stosch

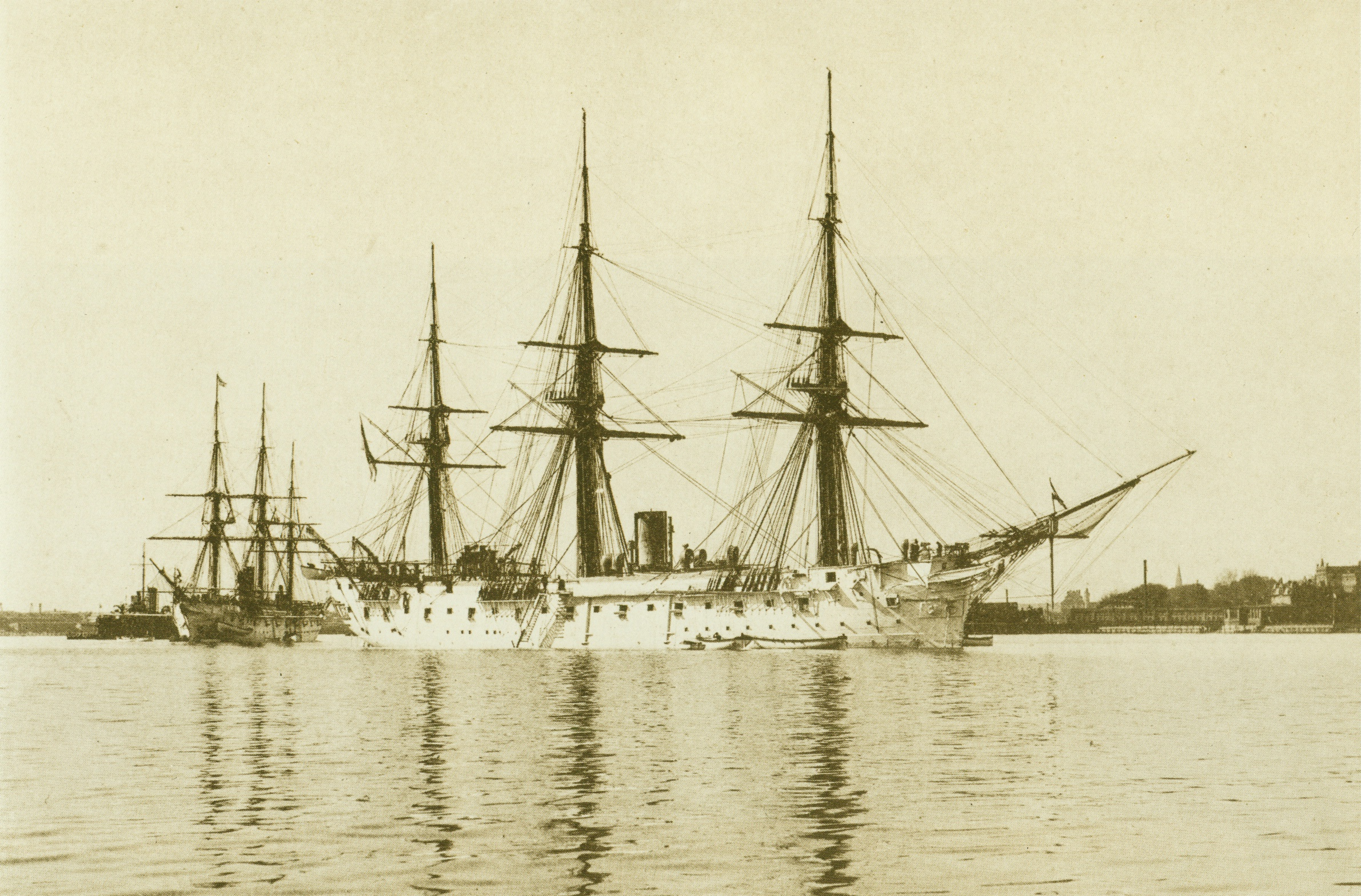
Vue de la corvette SMS Stosch à Kiel en 1894

La SMS Stosch est une corvette à trois mâts de la marine impériale allemande lancée en 1877. Elle est baptisée du nom du chef de l'amirauté, l'amiral von Stosch et fait partie de la classe Bismarck. Le navire est reclassé en 1884 en croiseur-frégate.

## Historique

### Missions d'outremer
Le navire, construit par la compagnie AG Vulcan de Stettin, est lancé le 8 octobre 1877 et mis en service le 1er avril 1881. La corvette est affectée à l'escadre d'Extrême-Orient (Ostasiengeschwader) nouvellement formée, et doit devenir le navire amiral des bâtiments de guerre allemands qui sont stationnés là-bas. La nouvelle escadre est réunie à Tchefou le 3 septembre. Le commodore Louis von Blanc commande en 1881 et 1882 le SMS Stosch et est en même temps chef de l'escadre. Le navire amène en Chine en mai 1882 le chef de la légation allemande, Maximilian von Brandt, qui doit conclure un traité d'amitié et de commerce avec le royaume de Corée. Elle débarque, avec le SMS Elisabeth un contingent de fusiliers marins à Amoy (port ouvert au commerce avec les étrangers, depuis le traité de Nankin de 1842), le 29 décembre 1882, à cause d'un conflit douanier.
La corvette est reclassée en 1884 en frégate cuirassée, avec propulsion à vapeur. Elle met le cap sur l'île Maurice en juin 1885, où elle doit mouiller à Port-Louis, le 5 juillet. Le commodore Paschen (de), qui commande l'escadre d'Extrême-Orient, est à son bord. La SMS Stosch doit désormais faire partie d'une nouvelle escadre, afin de défendre les intérêts allemands en Afrique orientale et de répondre à la demande du sultan de Zanzibar, Bargach ben Saïd (1837-1888) de se mettre sous la protection allemande. Le nouveau chef de l'escadre de Zanzibar, le konteradmiral von Knorr, y fait son entrée le 17 août à bord du SMS Bismarck, qui remplace donc la frégate en tant que navire amiral. Le traité de commerce et d'amitié avec le sultan de Zanzibar est finalement signé avec succès de part et d'autre. La mission de la frégate est donc terminée et elle peut retourner en Allemagne.

### Navire-école
La SMS Stosch devient à son retour navire-école pour les cadets de la marine impériale et entreprend de longs voyages de formation outremer, ainsi que des voyages officiels, où le navire représente le prestige de l'Empire allemand à l'étranger. La SMS Stosch prend part aussi à des missions ponctuelles de défense des intérêts allemands, comme en juillet-août 1895, où le navire croise au large de Tanger, après le meurtre de deux commerçants allemands. Le navire visite aussi Oran, avec la SMS Charlotte, le 31 décembre 1899, ce qui fait d'eux les premiers navires de guerre allemands à avoir le droit de mouiller dans un port français depuis la guerre de 1870. Il est commandé pendant une partie de l'année 1898 par Curt von Maltzahn.
La SMS Stosch reçoit l'ordre, en novembre 1899, de mettre le cap sur le Venezuela, après le coup d'État de Cipriano Castro. Le navire est commandé par le Kapitän zur See Alfred Ehrlich et il évacue les sujets allemands à Puerto Cabello. Il retourne au Venezuela entre décembre 1902 et janvier 1903, en tant que membre de l'escadre de croiseurs d'Amérique orientale, formée le 16 décembre précédent sous le commandement du commodore Georg Scheder qui est à bord du SMS Vineta. Les navires doivent bloquer, de conserve avec des navires anglais, l'entrée des ports vénézuéliens, en représailles des fautes de Cipriano Castro.
La SMS Stosch est rayée des cadres le 27 mai 1907 et vendue en octobre à une entreprise de démolition navale hollandaise.

## Données techniques
- Longueur : 82,5 m
- Largeur : 13,75 m
- Déplacement : 2 843 tonnes, maximum : 2 994 tonnes
- Tirant d'eau : 5,2 m - 6,3 m

## Source
- (de) Cet article est partiellement ou en totalité issu de l’article de Wikipédia en allemand intitulé « SMS Stosch » (voir la liste des auteurs).